# Anopinella powelli
Anopinella powelli là một loài bướm đêm thuộc họ Tortricidae. Loài này có ở Costa Rica.
Chiều dài cánh trước là 6.5-7.9 mm.